# Ze’ew Bojm
Ze’ew Bojm (Zeev Boim) (ur. 30 kwietnia 1943 w Kirjat Gat, zm. 17 marca 2011 w Chicago) – izraelski polityk, członek partii Kadima.

## Życiorys
Ukończył studia z historii i literatury hebrajskiej na Uniwersytecie Hebrajskim w Jerozolimie. Służbę wojskową zakończył w stopniu dowódcy kompanii pancernej. Biegle posługiwał się językiem hiszpańskim. Był burmistrzem miasta Kirjat Gat, w którym mieszkał.
Po raz pierwszy wszedł do czternastego Knesetu z listy partii Likud. Zasiadał w wielu komisjach parlamentarnych, m.in. w komisji izby. W czternastym Knesecie sprawował funkcję partyjnego whipa (odpowiadał za dyscyplinę partyjną), w piętnastym Knesecie był przewodniczącym klubu parlamentarnego Likudu. W szesnastym Knesecie od 5 marca 2003 do 18 stycznia 2006 był wiceministrem obrony w rządzie Ariela Szarona, a następnie, od 18 stycznia 2006, objął stanowisko ministra budownictwa i konstrukcji oraz ministra rolnictwa i rozwoju wsi. Po wyborach z marca 2006 r. wszedł w skład rządu Ehuda Olmerta i został ministrem budownictwa i konstrukcji.
Zmarł w Chicago na chorobę nowotworową.
Publikacje w języku hebrajskim
- Być wolnym narodem – trzy tomy,
- Stany Zjednoczone podczas zimnej wojny